# Mallerenga de l'Índia
La mallerenga de l'Índia (Machlolophus xanthogenys) és una espècie d'ocell passeriforme que pertany a la família Pàrids. La mallerenga de la Xina és probablement el seu parent més proper i també pot estar relacionada amb la mallerenga de Taiwan. Aquestes tres mallerengues formen gairebé segurament un llinatge diferent, tal com indica la morfologia i l'anàlisi de la seqüència del citocrom b de l'ADNmt.

## Distribució i ecologia
Aquesta espècie és resident al llarg de l'Himàlaia al subcontinent indi, inclòs el Nepal. En nepalí, es coneix com "Pandu Chichilkote".
És actiu i àgil, agafa insectes i aranyes de la capçada dels arbres i de vegades fruita.
Utilitza forats de picot o barbets per a la nidificació i també excavarà el seu propi forat o utilitzarà llocs fets per l'home.

## Taxonomia
La mallerenga de l'Índia era antigament una de les moltes espècies del gènere Parus, però es va traslladar a Machlolophus després que una anàlisi filogenètica molecular publicada el 2013 mostrés que els membres del nou gènere formaven un clade diferent.
Segons el Handbook of the Birds of the World, es considera coespecífica de la machlolophus aplonotus.